# Цвилин (Фоча)
Цвилин је насељено место у Босни и Херцеговини. Дејтонским споразумом ово место је ентитетски подељено, тако да део насеља припада општини Фоча у Републици Српској, док остатак улази у састав општине Фоча-Устиколина у Федерацији Босне и Херцеговине.

## О месту
Место Цвилин налази се на десној обали реке Дрине, насупрот Устиколине. На основу архитектонских фрагмената и архефаката пронађених на овом подручју, закључује се да се на тлу Цвилина некада налазило античко насеље. Доласком Tурака у овај крај током XV века, развијене су прве легенде. Једна од њих говори о томе да се њихов први пробој на тло средњовековне Босне догодио управо на подручју Цвилина, те да је султан Мехмед II Освајач Дрину прешао по први пут 1463. године, низводно од њеног ушћа са Колином.
До распада Социјалистичке Федеративне Републике Југославије, 1992. године, целокупна површина овог места припадала је општини Фоча. Прекидом рата у Босни и Херцеговини и успостављањем Дејтонског споразума, линија расподеле два ентитета одређена је тако да је Цвилин подељен између Републике Српске и Федерације БИХ. Један део остао је у општини Фоча, док је други припао новооснованој општини Фоча-Устиколина. Иако је пре рата ово место бројало између пет и шест стотина становника претежно исламске вероисповести, пописом републичког завода за статистику Републике Српске из 2013. забележено је укупно 30 мештана у 14 домаћинстава.
Пут ка Цвилину дуго се налазио у лошем стању. Средином 2014. обухваћен је пројектом санације инфраструктуре и саобраћајница на територији општине Фоча.

## Становништво
| Националност | 2013. | 1991.        | 1981.        | 1971.        |
| Муслимани    | –     | 466 (83,36%) | 478 (82,98%) | 508 (82,46%) |
| Срби         | –     | 88 (15,74%)  | 88 (15,27%)  | 97 (15,74%)  |
| Хрвати       | –     | 1 (0,17%)    | 1 (0,17%)    | 1 (0,16%)    |
| Југословени  | –     | 1 (0,17%)    | 4 (0,69%)    | 0 (0,00%)    |
| Остали       | –     | 3 (0,53%)    | 5 (0,86%)    | 10 (1,62%)   |
| Укупно       | 30    | 559          | 576          | 616          |